# Malpighia mexicana
El nanche rojo (Malpighia mexicana) (IK) es un árbol perteneciente a la familia Malpighiaceae. Es un árbol pequeño de hasta 5 metros de alto. Sus hojas son coriáceas, ovadas, gruesas y pubescentes. Es originario de México, América Central y Sudamérica. Los nativos de las islas de América consumen los frutos. Sus frutos son rojos y mantienen las glándulas florales en la base del fruto. Los españoles nombraron a estos frutos como “la cereza de las Indias Occidentales” por su color y sabor parecidos a la cereza europea. Habita en la Selva baja caducifolia y vegetación secundaria derivada de la anterior.

## Clasificación y descripción
Arbustos o árboles pequeños, 1–8 m de alto; tallos densamente cubiertos de pelos finos cuando jóvenes, a veces desprovistos de estos y ligeramente rugosos, ampliamente ramificado de color gris claro con algunas manchas blanquecinas. Hojas regularmente espaciadas, separadas por entrenudos, láminas de las hojas más grandes elípticas u ovadas, 4.5–15 cm de largo y 2– 8 cm de ancho, cortamente acuminadas, agudas, obtusas o redondeadas en el ápice, cuneadas a truncadas en la base, persistentemente revestidas de pelos en el envés o sin estos al madurar; pecíolo 4–10 mm de largo. Inflorescencia tipo umbela o corimbo compuestas de 4–16 flores. Las flores son de 7 a 15 mm de longitud con un cáliz compuesto de 5 sépalos, la corola está compuesta de 5 pétalos de color rosa y se tornan de color rosa al madurar,  pedúnculo de la inflorescencia 5 - 20 mm de largo, brácteas mayormente 2–3.5 mm de largo. El fruto es tipo drupa, de 12–15 mm de largo y 15–20 mm de ancho, liso, rojo al madurar; el hueso de la drupa permaneciendo unidos o separados pero contenidos en una pulpa común al madurar. Tiene 3 semillas semicirculares, aplanadas y ornamentadas, con testa dura.

## Distribución
El nanche rojo,  es una especie nativa de México, y se distribuye en los estados de Durango, Jalisco, Michoacán, Puebla, Guerrero, Oaxaca, Chiapas y Yucatán.

## Ambiente
Esta especie se desarrolla en suelos arcillosos, en selva caducifolia y zonas perturbadas de las zonas templadas, se desarrolla entre los 240 y 2200 msnm, es muy común encontrarlas en orillas de terrenos agrícolas. 

## Estado de conservación
Es una especie que tiene un uso artesanal, medicinal y alimenticio. Sin embargo, esta planta ha sido severamente atacada por diferentes insectos, que dañan fuertemente la fruta y ya no es atractiva para el consumo.  En Oaxaca, el insecto que se han detectado afecta el fruto es un picudo, el cual a su vez es controlado por 6 morfoespecies de parasitoides. No es una especie que se encuentre bajo algún criterio de la norma 059-ECOL-2010 de la SEMARNAT en México.